# 市原市立五所小学校
市原市立五所小学校（いちはらしりつ ごしょしょうがっこう）は、千葉県市原市五所にある公立小学校。文部科学省の学校コードはB112210004690、旧学校調査番号は121094。

## 概要
市原市北西部の市原地区に位置する。現在の「五所小学校」は2代目で、市原市立白金小学校の児童数増加によって分離開校した新設校である。五所小学校〈初代〉は明治時代に君塚小学校〈初代〉に併合された。なお、君塚小学校〈初代〉も1889年（明治22年）に五井小学校に併合されている。

## 沿革

### 初代概歴
1873年（明治6年）に明照院の境内（現：五所踏切付近）に五所小学校として設立した。1889年（明治22年）に君塚小学校と統合して閉校している。

### 2代目概歴
1992年（平成4年）に白金小学校より13学級439名が分離独立、現校名の市原市立五所小学校として発足した。

### 年表
- 1873年（明治6年） - 五所小学校〈初代〉開校[3]。
- 1889年（明治22年） - 君塚小学校〈初代〉に併合されて五所小学校〈初代〉は閉校[3]。
- 1992年（平成4年） - 市原市立五所小学校〈2代目〉が市原市立白金小学校から分離して開校[3]。
- 2004年（平成16年） - 東関東吹奏楽大会フェスティバル大賞受賞[3]。
- 2005年（平成17年） - 千葉県教育奨励賞受賞[3]。
- 2006年（平成18年） - 全日本小学校バンドフェスティバル優秀賞受賞[3]。

## 施設

### 併設施設
- 五所小学校児童クラブ（学童保育）

## 諸活動

### 部活動
クラブ活動実績としては2004年（平成16年）に東関東吹奏楽大会でフェスティバル大賞、2006年（平成18年）全日本小学校バンドフェスティバル優秀賞、2011年（平成23年）全国少年少女消防クラブフレンドシップ2011優良賞を受賞している。

## 通学区域
以下の町丁字とその範囲を通学区域として指定している。
- 旭五所
- 東五所
- 西五所の一部
- 五所の一部
- 西野谷の一部
- 八幡海岸通の一部
- 八幡の一部
- 白金町1丁目の一部
- 門前の一部
- 郡本の一部

## 通学区域内施設
通学区域内の主な施設は以下の通りである。
- 市原警察署
- ボートピア市原 - 旧ダイエー市原店
- 旧イトーヨーカドー八幡宿店

## 中学校区
- 市原市立八幡中学校

## 隣接小学校区
- 市原市立八幡小学校
- 市原市立市原小学校
- 市原市立白金小学校
- 市原市立若葉小学校